# Бризи
«Бризи» (англ. Breezy) — американская мелодрама 1973 года с Уильямом Холденом и Кей Ленц в главных ролях. Третий игровой фильм, которые срежиссировал Клинт Иствуд.

## Сюжет
Первая сцена начинается с того, что молодая пара просыпается в постели после ночного секса. Подросток Эдит Элис (Бризи) Бризерман (Кей Ленц) спрыгивает с кровати, одевается и выходит на дневной свет. Бризи потеряла своих родителей много лет назад в автокатастрофе и живёт как бездомный свободолюбивый хиппи в Калифорнии.
В то же утро Фрэнк Хармон (Уильям Холден) прощается со своим ночным гостем, очень красивой блондинкой, которая открыто проявляет к нему интерес. Среднего возраста, разведённый и успешный благодаря работе в сфере недвижимости, Фрэнк ни в чём не нуждается. Его красивый постмодернистский дом является декорацией для большей части фильма.
После неудачной поездки автостопом с неуравновешенным незнакомцем, Бризи слоняется возле дома Фрэнка и бежит к нему, когда он уходит на работу. Она прыгает в его машину и радостно настаивает, чтобы он подвез её до места назначения. Его раздражает настойчивость этой молодой и болтливой девушки.
В следующих сценах демонстрируется развитие их дружбы, Фрэнк постепенно проявляет внимание к Бризи и предлагает ей комнату и пропитание, но исключая сексуальный подтекст.
Отношения Фрэнка и Бризи продолжают укрепляться платонически, и он защищает её от неприятностей. Он знакомит её с прекрасными вещами в жизни, в то время как Бризи остается верной своей скромности и обаянию.
Некоторые из конфликтов в этом сюжете заключаются в том, что Бризи поддерживает дружеские отношения со своими сверстниками, которые резко противоположны Фрэнку: они хиппи и беззаботные, «немытые», как говорит Фрэнк. Друзья Фрэнка известны и успешны, но Фрэнк не может смириться с тем, что в свои пятьдесят лет находится в отношениях с подростком.
Эти конфликты в конце концов ломают его, после отрезвляющего разговора с другом Бобом в сауне. В итоге Фрэнк просто не справляется с возрастной проблемой.
Время идёт, и последний драматический поворот связан со смертью. Этот опыт приводит Фрэнка к прозрению: жизнь коротка, а его собственная неуверенность в себе — его настоящий враг. Он и Бризи воссоединились и начали новую совместную жизнь.

## В ролях
| Актёр          | Роль            |
| -------------- | --------------- |
| Уильям Холден  | Фрэнк Хармон    |
| Кэй Ленц       | Бризи           |
| Роджер Кармел  | Боб Хендерсон   |
| Мардж Дюсей    | Бетти Тобин     |
| Шелли Моррисон | Нэнси Хендерсон |
| Ричард Булл    | доктор          |

## Создание
Джо Хеймс написала сценарий о любви, расцветающей между мужчиной средних лет и девушкой-подростком. Изначально Хеймс планировала, что Иствуд сыграет главную роль риелтора Фрэнка Хармона, разведённого человека, который влюбляется в юную Бризи. Хотя Иствуд признался, что «понимал характер Фрэнка Хармона», но считал, что был слишком молод, чтобы играть Хармона. Эта роль досталась Уильяму Холдену, который был старше Иствуда на 12 лет, и Иствуд затем решил стать режиссёром картины. Иствуд изначально хотел снять Джо Энн Харрис, с которой он работал в фильме «Обманутый». После долгих прослушиваний роль Бризи досталась молодой темноволосой актрисе по имени Кей Ленц. По словам друзей Клинта, именно в этот период он увлекся Ленц.
Съёмки фильма «Бризи» начались в ноябре 1972 года в Лос-Анджелесе и закончились через пять недель. Фильм был снят очень быстро и качественно, и в итоге обошелся бюджету в 1 миллион долларов и закончился на три дня раньше намеченного срока.

## Критика
Говард Томпсон из «Нью-Йорк Таймс» писал: «приторно наивная подача „Бризи“ омрачает, а в остальном захватывающая драма увлечения стареющего мужчины нежной брошенной 17-летней девушкой». Сискел из Chicago Tribune дал фильму 3 звезды из 4 и написал: «Сценаристка Джо Хеймс превратила любовную интригу в удивительно нежный и часто остроумный роман, в котором пожилого мужчину реально преображает гораздо более молодая женщина. В главной роли новичок Кей Ленц, искренна, часто правдоподобна и редко сентиментальна». Артур Д. Мерфи из Variety назвал его «хорошей современной драмой» с «возможно, слишком большим количеством иронии, крикливого или широкого юмора, чтобы произвести сильное впечатление». Кевин Томас из Los Angeles Times написал об Иствуде, что «Бризи» это «глубоко прочувствованный, полностью реализованный фильм. Это необычная история любви, рассказанная с редкой деликатностью и проницательностью».
Фильм был показан в Нью-Йорке 18 ноября 1973 года и показал плохие результаты, собрав всего 16 099 долларов за четыре недели и 5 дней. Ранние неблагоприятные отзывы заставили студию отложить фильм. Затем он подвёргся незначительному редактированию и 3 июля 1974 года был тестирован в штате Юта в 39 кинотеатрах с помощью техники четвёртая стена в течение двух недель. Результаты были положительными, поэтому Universal распространила технику четвёртая стена на районы Портленда и Сиэтла. В течение 1974 года Variety отслеживала его кассовый сбор в размере 140 289 долларов в 20-24 ключевых городах Соединенных Штатов и Канады. Некоторые критики, в том числе биограф Иствуда Ричард Шикель, считали, что сексуальное содержание фильма и любовные сцены были слишком мягкими, комментируя, что «это не сексуальный фильм. И снова, Иствуд был слишком вежлив в своем эротизме». Однако Шикель добавил, что фильму удалось окупить свой небольшой бюджет.

## Видео
Фильм добрался до домашнего видео только в 1998 году. Universal Pictures выпустила фильм на DVD в 2004 году с продолжительностью 106 минут (NTSC). Blu-ray был выпущен в 2014 году британским филиалом Universal, выпускавшим весь каталог Клинта Иствуда на HD. В США он был выпущен на Blu-ray в августе 2020 года.